# Ilja Muromets (film fra 1956)
Ilja Muromets (russisk: Илья Муромец) er en sovjetisk spillefilm fra 1956 produceret af Mosfilm og instrueret af Aleksandr Ptusjko. Filmen er baseret på historien om bogatyren Ilja Muromets, der optræder i russisk folklore.
Filmens handling er baseret på Ilja Muromets' bedrifter som beskrevet i de russiske folkesagn. 
Filmen blev i en redigeret amerikansk version udsendt i USA i begyndelsen af 1960'erne. Den amerikanske udgave af filmen blev også vist i Storbritannien.  

## Medvirkende
- Boris Andrejev – Ilja Muromets
- Ninel Mysjkova – Vasilisa
- Sjukur Burkhanov – Kalin
- Andrej Abrikosov – Vladimir
- Natalja Medvedeva – Apraksia